# Nick Yallouris
Nick Yallouris (ur. 24 lutego 1994 w Gosford) – australijski kolarz torowy i szosowy, złoty medalista torowych mistrzostw świata.

## Kariera
Pierwsze sukcesy w karierze osiągnął w 2016 roku, kiedy zdobył srebrny medal w madisonie i brązowy w drużynowym wyścigu na dochodzenie podczas kolarskich mistrzostw Oceanii w Melbourne.  
Na rozgrywanych rok później mistrzostwach świata w Hongkongu wspólnie z kolegami zdobył złoty medal w drużynowym wyścigu na dochodzenie.